# Congrès européen des religions ethniques
 (février 2015).
Si vous disposez d'ouvrages ou d'articles de référence ou si vous connaissez des sites web de qualité traitant du thème abordé ici, merci de compléter l'article en donnant les références utiles à sa vérifiabilité et en les liant à la section « Notes et références ».
Le Congrès européen des religions ethniques, plus connu sous son nom anglophone European Congress of Ethnic Religions (ECER), est une organisation ayant pour but de promouvoir les religions ethniques d'Europe, principalement les traditions religieuses européenne pré-chrétiennes dont le néopaganisme. L'organisation a été créée lors de son premier congrès réuni à Vilnius en Lituanie du 21 au 23 juin 1998.

## Histoire
L'organisation a d'abord été fondée sous le nom de Congrès mondial des religions ethniques (World Congress of Ethnic Religions). Cependant, bien que les congrès de 2006 et de 2009 aient été tenus en Inde afin de rapprocher l'organisation de l'hindouisme, les membres de l'organisation demeurèrent surtout européens et rattachés au néopaganisme. Ainsi, l'organisation fut renommé en Congrès européen des religions ethniques (European Congress of Ethnic Religions) en 2010.

### Liste des congrès
1. Vilnius-Lituanie (21-23 juin 1998)
2. Telsiai-Lituanie (16-19 août 1999)
3. Bradesiai-Lituanie (9-11 août 2000)
4. Vilnius-Lituanie (12-13 août 2001)
5. Vilnius-Lituanie (12-13 août 2002)
6. Vilnius-Lituanie (7-9 août 2003)
7. Athènes-Grèce (4-6 juin 2004)
8. Anvers-Belgique (8-10 juin 2005)
9. Jaipur-Inde (5-10 février 2006)
10. Riga, Jurmala, Sigulda- Lettonie (19-21 juin 2007)
11. Jędrzychowice, Pologne (2008)
12. Nagpur, Inde (2009)
13. Bologna, Italy (2010)
14. Odense, Danemark (2012)
15. Prague, République Tchèque (2013)

## Membres (2014)
- Membres fondateurs
  - Forn Siðr, the Aesir and Vanir faith community in Denmark [1],
  - Lithuanian Baltic religion Romuva [2],
  - Rodzima Wiara, Pologne,
- Est
  - Dávný obyčej[3], Tchéquie,
  - Slovenski Staroverci, Slovénie,
  - Society of the Ukrainian Native Faith “Pravoslavya” Kyiv, Ukraine,
- Sud
  - Conseil suprême des Hellènes Nationaux (Ypato Symboulio Ellinon Ethnikon – YSEE)[4], Grèce,
  - Movimento Tradizionale Romano, Italie,
  - Societas Hesperiana Pro Culto Deorum, Italie,
  - Associazione Tradizionale Pietas, Italie,
- Nord-ouest
  - The Asatrufellowship, Danemark,
  - Werkgroep Hagal[5] formerly Werkgroep Traditie, founding member, Belgique,

## Anciens membres
- Foreningen Forn Sed, Norvège,
- Germanische Glaubens Gemeinschaft, Allemagne,
- Diipetes, Grèce,
- Groupe Druidique des Gaules, France,
- Eldaring, Allemagne, (2005-2009),
- Federazione Pagana, Italie
- Dievturība, Lettonie,
- Rodzima Wiara, Pologne,
- Ásatrúarfélagið, Islande.